# Dienne
Dienne é uma comuna francesa na região administrativa de Auvérnia-Ródano-Alpes, no departamento de Cantal. Estende-se por uma área de 44,88 km². Em 2010 a comuna tinha 276 habitantes (densidade: 6,1 hab./km²).